# Liste der Bodendenkmale in Drakenburg
In der Liste der Bodendenkmale in Drakenburg sind die Bodendenkmale der niedersächsischen Gemeinde Drakenburg aufgeführt. Die Quelle ist der Denkmalatlas Niedersachsen. 

Drakenburg im Landkreis Nienburg

Der Stand der Liste ist der 13. Januar 2025.

## Allgemein
In den Spalten finden sich folgende Informationen des Bodendenkmales:
Lagegeographische Koordinaten
BezeichnungBezeichnung lt. Denkmalatlas
BeschreibungBeschreibung lt. Denkmalatlas
IDObjekt-ID
BildBild, ggf. zusätzlich mit Link zu weiteren Fotos im Medienarchiv Wikimedia Commons.

## Drakenburg
| Lage                        | Bezeichnung                     | Beschreibung | ID       | Bild |
| --------------------------- | ------------------------------- | --- | -------- | ---- |
| 52° 41′ 15″ N, 9° 12′ 48″ O | Drakenburg 23, Stadtbefestigung | Wassergraben vor dem Wall der ehemaligen Stadtbefestigung Drakenburgs, ursprünglich östlich und westlich mit Anschluss an die Weser. Gesamtlänge ca. 1 km. Westlicher Bereich des Wassergrabens bzw. des Stadtwalles verschliffen bzw. verlandet. Der östliche und südliche Bereich überwiegend gut erhalten und kennzeichnet den Rand der ehemaligen Stadtbefestigung. Von der erhöhten Ortslage maximale Tiefe bis zum modernisierten Graben bis 5 m (Br. 20 – 60 m). | 39082910 | BW   |
| 52° 41′ 11″ N, 9° 12′ 28″ O | Drakenburg 23, Stadtbefestigung | | 39222870 | BW   |